# Castellavazzo
Castellavazzo – miejscowość i gmina we Włoszech, w regionie Wenecja Euganejska, w prowincji Belluno.
Według danych na styczeń 2009 gminę zamieszkiwały 1653 osoby przy gęstości zaludnienia 87,9 os./1 km².